# Saint-Paul (Walhain)
Saint-Paul is een dorp in de Waals-Brabantse gemeente Walhain, behorend tot de deelgemeente Walhain-Saint-Paul.

## Bezienswaardigheden
- De Sint-Pauluskerk (Église Saint-Paul) waarvan het koor en de twee achterste traveeën in 1756 werden gebouwd in classicistische stijl. In 1842 werden de toren en de voorste travee:en toegevoegd in neoclassicistische stijl.

## Natuur en landschap
Saint-Paul ligt aan de Hain. De hoogte aan de kerk bedraagt 148 meter.

## Nabijgelegen kernen
Saint-Lambert, Tourinnes-les-Ourdons, Walhain